# Peter Geoffrey Taylor
Peter Geoffrey Taylor (n. 16 ianuarie 1926, Luton, Anglia, Regatul Unit – d. 20 octombrie 2011) a fost un botanist britanic care a lucrat la Royal Botanic Gardens, Kew.  Taylor s-a alăturat personalului ierbariului de la Kew în 1948. A publicat prima sa specie nou clasată, Utricularia pentadactyla, în 1954. În 1973, Taylor a fost numit curator al diviziunii orhidee a ierbariului și, potrivit lui Kew, „sub direcția sa, a fost revitalizată taxonomia orhideelor, iar contactele sale horticole consolidate”.
Unul dintre principalele domenii de cerrcetare ale lui Taylor a fost genul Utricularia. El a fost autorul multor specii din gen și a furnizat cea mai cuprinzătoare monografie a genului în 1986 și revizuit în 1989 cu numele de The genus Utricularia - a taxonomic monograph. Utricularia petertaylorii și Utricularia tayloriana sunt numite în onoarea sa, la fel ca Acacia taylorii, Chaetopoa taylorii, Genlisea taylorii, Indigofera taylorii, Karina tayloriana, Platystele taylorii, Phyllanthus Taymanthus Taylorantus. Genlisea subgen. Tayloria (și prin extensie Genlisea sect. Tayloria) sunt, de asemenea, numite după el.